# Hovorany
Hovorany (en allemand : Howoran) est une commune du district de Hodonín, dans la région de Moravie-du-Sud, en République tchèque. Sa population s'élevait à 2 185 habitants en 2020.

## Géographie
Hovorany se trouve à 15 km au nord-ouest de Hodonín, à 39 km au sud-est de Brno et à 223 km au sud-est de Prague.
La commune est limitée par Násedlovice, Karlín, Nenkovice et Šardice au nord, par Svatobořice-Mistřín et Dubňany à l'est, par Mutěnice au sud, et par Čejč et Terezín à l'ouest.

## Histoire
L'origine du village remonte à la fin du XVIe siècle.